# 锦和镇 (麻阳苗族自治县)
锦和镇，是中华人民共和国湖南省怀化市麻阳苗族自治县下辖的一个镇。

## 行政区划
锦和镇下辖以下地区：
东街社区、西街社区、锦江村、新市村、锦洲村、黄家团村、官庄村、兰家坪村、姚家庄村、河湾村、楠木村、尚坪村、良家村、桐油坡村、白岩坪村、关村、二朋冲村、柑子园村、十八岩村、大湾村、黄土田村和岩口山村。

## 中国传统村落
2013年8月，岩口山村被评为第二批中国传统村落。